# Église protestante de Bitche
La paroisse protestante se situe dans la commune française de Bitche, dans le département de la Moselle.

## Paroisse
Dans une région traditionnellement très catholique, il faut cependant remarquer la présence de protestants dans le Pays de Bitche dès la guerre de Trente Ans (1618-1648). Ainsi, on remarque l’accueil de paysans calvinistes sur les terres de l’abbaye cistercienne de Sturzelbronn, et un cimetière calviniste est repéré dans la forêt de ce village. Des mennonites d’origine suisses arrivent également sur les fermes à l’extérieur des villages. Par leur histoire, les villages traditionnellement protestants de Baerenthal et Philippsbourg sont une exception dans le Bitscherland. La paroisse protestante n’existe à proprement parler que depuis 1846, date à laquelle le maire de l'époque, Blaise, autorise les protestants à se réunir pour la prière par l'arrêt municipal suivant : " Nous, Maire de la Ville de Bitche, arrondissement de Sarreguemines, département de la Moselle, autorisons par le présent les membres professants le culte protestant par le présent de se réunir pour faire leurs prières aux jours et heures, qu’il nous sera indiqué, le tout en vertu de lois du 18 Germ. an X et l’article de la charte constituelle de 1830. Blaise. "
Désormais, soixante-douze protestants de Bitche et des environs peuvent se réunir pour le culte tous les premiers dimanches du mois, présidé par un pasteur du consistoire d'Oberbronn. Pour cet effet, les participants louent une petite salle de prière. Avec la création du consistoire de Niederbronn-les-Bains et le vicariat de Mouterhouse en 1850 sous l’impulsion de la famille de Dietrich, le culte a lieu tous les quinze jours. En 1853, le conseil presbytéral de Mouterhouse-Bitche fait l’acquisition d’une maison mitoyenne, située Lange Strasse 80, utilisée comme salle de réunion avec cent places. Comme tant d’autres maisons bitchoises, elle est détruite par les bombardements allemands de 1870.
Après l’annexion par l'Allemagne, l’afflux de fonctionnaires et de militaires allemands augmente considérablement le nombre de paroissiens protestants. À partir d’octobre 1871, on autorise les paroisses civiles et militaires à utiliser la chapelle de la Citadelle comme lieu de culte. Quelque temps après, la communauté civile loue une maison comme lieu de culte, pour éviter les déplacements à la citadelle. Très vite, on envisage la construction de locaux paroissiaux, tels que église, presbytère et école. Il y a des tractations avec l’administration pour la cession gratuite d'un terrain constructible, mais sans succès. En 1876, Bitche devient un vicariat protestant indépendant et est rattaché au consistoire de Sarreguemines. Plusieurs tentatives sont lancées afin d'acquérir un lieu de culte plus spacieux, tant le nombre de protestants venus d'Allemagne a augmenté. L’achat d’une maison à proximité de l’église Sainte-Catherine, à la place de l'actuelle mairie, est même envisagé.
Finalement, une occasion se présente et la paroisse peut acheter, début 1877, un terrain constructible à l’emplacement actuel de l'église, malgré l’opposition initiale du conseil municipal et du maire de l'époque, Faber. Après la collecte des moyens financiers nécessaires et l’autorisation administrative, on peut procéder à la pose de la première pierre, le 19 mai 1881. Mais après que les fondations ont été posées, le conseil municipal affirme qu'on a dépassé les limites du terrain imparti et exige la destruction d’une partie des murs. Les paroissiens doivent alors monter la garde, afin d'éviter que soit détruit ce qui a été construit durant la journée. Finalement, la dispute est réglée à l'amiable grâce à l'intervention du président de district. L’inauguration festive de l’église a lieu le 6 août 1882, en même temps que l’installation de l’ancien vicaire, Georg Ertz, en tant que pasteur, car le vicariat de Bitche est devenu paroisse de plein droit le 4 avril de la même année. À la même époque, la paroisse fait l’acquisition de la maison abritant l'ancienne salle de prière pour en faire le presbytère. Elle est revendue en 1907 afin d'acheter l’actuel presbytère, avec cette fois-ci, le concours du conseil municipal et du maire Schuster.
La paroisse protestante de Bitche regroupe actuellement quarante-deux communes, reparties sur tout le Bitscherland, les villages les plus éloignés étant Rahling et Rimling, distants d'environ vingt kilomètres de l'église. Malgré son territoire énorme, la paroisse ne compte que quatre-cents inscrits, ce qui est relativement peu pour une paroisse d'Alsace-Moselle.

## Église
L'église est construite en 1881-1882, dans un style néo-roman. Par les nécessités du terrain, elle est orientée dans une direction sud-est/nord-ouest. Elle connait plusieurs fois des endommagements importants à la suite des deux guerres mondiales. On trouve, près de l'entrée, une plaque commémorative en métal dédiée à Georg Ertz, ancien missionnaire et pasteur à l’époque de la construction de l’église (1877-1906).
L'orgue, rafistolé après guerre n'est pas à proprement parler de très bonne qualité. Coincé sur le côté de l’estrade, sans buffet, il est aujourd’hui dans un mauvais état. Il possède néanmoins une valeur sentimentale. Le clavier est en effet récupéré dans l'église protestante Sainte-Aurélie de Strasbourg, et c'est sur ce clavier qu'Albert Schweitzer aurait enregistré plusieurs concerts d’orgue immortalisés sur disque.
Les vitraux, œuvres de l'artiste alsacien Tristan Ruhlmann et datant de 1953, ainsi que l'édifice, sont inscrits à l'inventaire topographique de la région Lorraine.

## Liste des pasteurs
- 1851-1854 : Friedrich Jacob
- 1854-1862 : Gustav Adolf Schlagdenhaufen
- 1862-1868 : Friedrich A. Ihme
- 1868-1875 : Eugen Hasselmann (tous quatre vicaires de Mouterhouse-Bitche)
- 1875-1877 : Alfred Horning, vicaire de Bitche
- 1877-1906 : Georg Ertz, vicaire puis pasteur, dès 1882 de Bitche
- 1907-1918 : Robert Oeckinghaus
- 1919-1928 : August Scheuer
- 1928-1938 : H. Siefert
- 1938-1939 : Gérard G. Itti
- 1939-1950 : Vacance du poste pastoral, Edouard Helmlinger de Sarreguemines assure la desserte
- 1950-1958 : Paul Brunner
- 1959-1962 : Henri Toussaint
- 1962-1970 : Pierre Kempf
- 1972-1975 : Michel Faulimmel
- 1975-1976 : Henri Bauer
- 1976-1982 : Jean-Pierre Werck
- 1983-1984 : Alfred Koch
- 1984-1996 : Christian Bauer
- 1997-2006 : Jürgen Grauling
- 2006- : Patrick Gebel